# Xã Paulding, Quận Paulding, Ohio
Xã Paulding (tiếng Anh: Paulding Township) là một xã thuộc quận Paulding, tiểu bang Ohio, Hoa Kỳ. Năm 2010, dân số của xã này là 4.022 người.